# Suzuki 50cc-racers
De Suzuki 50cc-racers vormen een serie wegrace-motorfietsen die door het merk Suzuki werden ingezet in de jaren zestig.

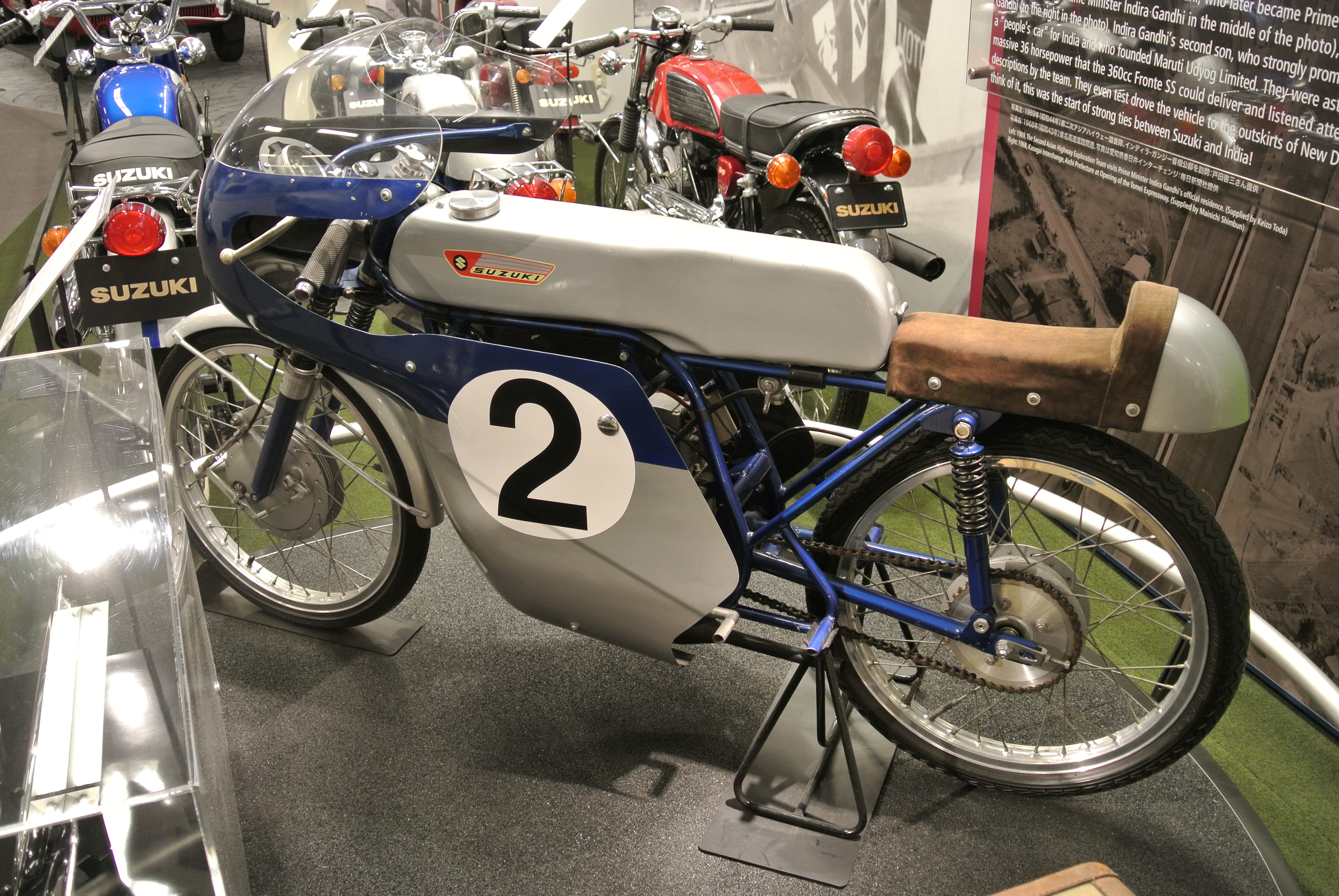
Suzuki RM 62

## Voorgeschiedenis
Suzuki was zich al in de jaren vijftig bezig gaan houden met wedstrijden met motorfietsen. Aanvankelijk ging het hierbij om heuvelklim- en circuitwedstrijden op onverharde wegen op de flanken van de Asama vulkaan. Toen racete men nog onder de naam "Colleda". In 1960 was men voor het eerst naar Europa gereisd om met de 125 cc Colleda RT 60 deel te nemen aan de Isle of Man TT. De Colleda's bleken wel betrouwbaar, maar ook veel te traag. In 1961 had men de naam Colleda laten vallen en met de 125 cc Suzuki RT 61 en de 250 cc Suzuki RV 61 nam het merk opnieuw deel aan de Isle of Man TT maar ook aan de TT van Assen. Hoewel men intussen de techniek van de roterende inlaten onder de knie had, werd het weer een grote teleurstelling. Aan het einde van het seizoen hielp Suzuki de Oost-Duitse coureur Ernst Degner met zijn gezin naar het Westen te vluchten. Behalve een goed coureur was hij ook technicus en rechterhand van ingenieur Walter Kaaden, die bij MZ de tweetaktmotor had doorontwikkeld en de techniek van de expansie-uitlaat verfijnd had. Die techniek nam Degner mee naar Suzuki, en in de winter van 1961-1962 ging hij met de Japanse technici aan het werk om de Suzuki's sneller te maken. Degner had veel ervaring met eencilinder tweetakten en van de 15 pk-sterke Suzuki RT 61 tweecilinder maakte hij een eencilinder, de Suzuki RT 62, die echter al 22 pk leverde, een vermogenswinst van bijna 50%.

## 1962: Suzuki RM 62
In 1962 werd de 50cc-klasse voor het eerst toegevoegd aan het wereldkampioenschap wegrace. Daarvoor ontwikkelde men een luchtgekoelde eencilinder tweetakt met roterende inlaat die de naam RM 62 kreeg. De machine had een dubbel wiegframe en zeven versnellingen. Bij 10.500 tpm leverde hij 8 pk, maar tijdens het seizoen steeg het vermogen naar 10 pk bij 12.000 tpm.
Men had hoge verwachtingen van de Kreidler, die immers in 1961 het Europees kampioenschap gewonnen had, maar ook Honda stapte in de 50cc-klasse met haar viertakten, de Honda RC 110 en Honda RC 111 die vergelijkbare vermogens leverden.
Hoewel de voormalige "grootheden" Italië en Groot-Brittannië nogal neerkeken op de nieuwe klasse, kreeg ze van de FIM meteen tien wedstrijden.
Suzuki scoorde nog niet in de eerste twee GP's (Spanje en Frankrijk). In Spanje won Hans Georg Anscheidt (Kreidler) en in Frankrijk won Jan Huberts (eveneens Kreidler).
Bij de 50 cc TT op Man hadden de Kreidler-coureurs het nadeel dat ze het circuit niet kenden, maar Luigi Taveri, Tommy Robb en Ernst Degner kenden het 60 km lange circuit redelijk. Degner verscheen hier voor het eerst met de nieuwe RM 62 en hij won de TT vóór de Honda's van Taveri en Robb. 
Kreidler had een dilemma. Als vanzelfsprekend was Anscheidt hun eerste rijder, maar Huberts had ook al een overwinning op zak. Anscheidt kreeg in Assen de snelste machine, maar Huberts wist hem uiteindelijk door zijn circuitkennis voor te blijven en werd tweede achter Degner met de Suzuki en het dilemma voor Kreidler werd nog groter. Men moest zich afvragen of Degner gewonnen had als Huberts wél de snelste Kreidler had gekregen.
Degner won ook in België en Duitsland, maar blesseerde zich in de 125cc-race in Ulster zodanig, dat hij de DDR en Monza moest laten schieten. Huberts won met zijn Kreidler in de DDR en Anscheidt won in Monza.
In Finland vielen veel tweetakten terug toen het begon te regenen en hun ontsteking nat werd, waardoor Taveri de enige overwinning voor de Honda-viertakt kon binnenhalen met zijn teamgenoot Tommy Robb op de tweede plaats. Anscheidt werd derde.
Suzuki en Kreidler waren nu gedwongen het wereldkampioenschap te beslissen in Argentinië, waar ze liever niet naartoe waren gereisd. Daardoor gaf de 50cc-klasse nog wat kleur aan deze uitgeklede wedstrijd, want zowel Honda als MV Agusta hadden niet de moeite genomen om naar Zuid-Amerika te reizen. Hans Georg Anscheidt maakte met zijn Kreidler nog kans op de titel. Suzuki verscheen daar al met de voorganger van de RM 63, maar die werd aan Hugh Anderson gegeven. Die was er bijzonder snel mee, maar toen bleek dat Degner niet voorbij Anscheidt kon komen kreeg Anderson de opdracht zich te laten terugzakken en Degner in zijn slipstream mee te nemen. Die opzet slaagde en Anderson won vóór Degner en Anscheidt. Ernst Degner werd daardoor de eerste wereldkampioen in de 50cc-klasse.

## 1963: Suzuki RM 63 en MR 41
De RM 63 week motorisch niet veel af van de RM 62, maar had een iets grotere carburateur en waarschijnlijk was de vulling door de roterende inlaat ook verbeterd, want de compressieverhouding werd iets lager. De cilinder was omgekeerd, waardoor de uitlaat aan de achterkant kwam te zitten. Dat hield verband met de draairichting van de motor en de loefzijde van de zuiger en was een systeem dat MZ al eerder had toegepast. Hierdoor was het ook logisch om de uitlaatpijp langs de bovenkant van de versnellingsbak en de zijkant van het zitje te leiden. De motor leverde nu 11 pk en het frame was verbeterd.
Alle deelnemende fabrikanten hadden in de winter van 1962/1963 hard gewerkt aan hun 50cc-machines, met uitzondering van Honda, dat zich terugtrok uit de 50cc-klasse. Het seizoen werd dus uitgevochten tussen Kreidler en Suzuki. Kreidler had nog slechts één fabrieksrijder, Hans Georg Anscheidt. Waarschijnlijk had men Jan Huberts niet meer gecontracteerd om te voorkomen dat de geschiedenis zich zou herhalen: achteraf had de overwinning van Huberts in Assen Kreidler de wereldtitel van 1962 gekost. Suzuki had als nieuwe kopman Hugh Anderson.
Anscheidt won met zijn Kreidler de eerste race in Spanje, waar José Maria Busquets met zijn Derbi derde werd achter Anderson.
De Duitse GP werd echter een feest voor Suzuki, met Anderson, Isao Morishita en Degner op het podium.
In Frankrijk won Anscheidt opnieuw, Degner werd tweede en Suzuki-rijder Michio Ichino werd derde.
Suzuki bleek zijn stalorders nog niet op orde te hebben: tijdens de 50 cc TT pikte Mitsuo Itō de eerste plaats van teamgenoot Anderson af en in Assen deed Ernst Degner hetzelfde. Daardoor kon Anscheidt met zijn Kreidler de aansluiting houden. Bovendien eindigde Anderson in België slechts op de vierde plaats àchter Anscheidt.
In Finland won Anscheidt, en opnieuw eindigde Anderson achter zijn teamgenoot Itō, wat weer onnodig punten kostte. Anscheidt kwam zelfs op gelijke hoogte (33 punten) met Anderson. Anscheidt ging echter niet naar Argentinië en Japan.
In Argentinië won Anderson, waardoor hij qua overwinningen op gelijke hoogte kwam met Anscheidt maar 8 punten meer had gescoord. De wereldtitel was daardoor veiliggesteld. Suzuki startte uiteraard ook in Japan, maar daar debuteerde de 1964 Honda RC 113 tweecilinder. Luigi Taveri won de wedstrijd vóór de Suzuki's van Anderson en Shunkishi Masuda.
Hugh Anderson werd aldus wereldkampioen, Degner werd 3e, Morishita 4e, Itō 5e en Ichino 6e.
In de 50cc-klasse waren veel rijders afhankelijk van productieracers. Het grote startveld stond vol met zelfbouwmachines of zelf opgevoerde "bromfietsen" van Kreidler, Tomos, Itom, Ducson en andere merken. Honda had in 1962 met de Honda CR 110 al voorzien in die behoefte, en Suzuki deed dat in 1963 ook. Het ontwikkelde een goedkopere versie van de RM 63, de MR 41, zonder roterende inlaat en met een andere boring/slagverhouding. Waarschijnlijk scoorden de Argentijn Raúl Kissling en de Uruguayaan Gastón Biscia hun WK-punten met een dergelijke machine.

## 1964: Suzuki RM 64
In 1964 werd de fabrieksracer doorontwikkeld en hij kreeg de naam RM 64. De boring/slagverhouding was gewijzigd. Deze machine leverde 12,5 pk en haalde 162 km/h, 12 km/h sneller dan zijn voorganger.
Honda kwam in 1964 weliswaar terug in de 50cc-klasse, maar het duurde te lang tot de RC 113 tweecilinder goed wilde lopen. Honda reisde niet af naar de openingsrace op de Daytona International Speedway waar Suzuki met Hugh Anderson, Isao Morishita en Mitsuo Itō de eerste drie plaatsen pakte.
Daarna viel Honda-coureur Ralph Bryans in Spanje en Frankrijk uit. In Spanje won Hans Georg Anscheidt (Kreidler) en in Frankrijk won Anderson. In de 50 cc TT op Man werd Bryans tweede achter Anderson, maar daarna won hij drie GP's: Nederland, België en Duitsland. Het was echter te laat; zijn achterstand op Anderson was al te groot geworden. Anderson werd wereldkampioen, Bryans werd tweede en Anscheidt werd derde. Na een zware val in Japan in 1963 was Ernst Degner pas in september 1964 weer fit genoeg om te starten, maar toen was het 50 cc seizoen al afgelopen.

## 1965: Suzuki RK 65
Honda was al in 1962 gaan racen met 50 cc tweecilinders en 1965 deed Suzuki dat ook. De RK 65 had twee cilinders en kon daardoor een veel hoger toerental draaien. Er was wel waterkoeling toegepast, die werd uitgevoerd als thermosifonsysteem. Dat leverde een vermogen van 14,5 pk op. De powerband werd smaller en daarom kreeg de RK 65 tien versnellingen. Het frame werd ook veranderd: de onderste framebuizen vervielen en daardoor ontstond een open brugframe. De dolfijnkuip was nu zo smal dat er een uitsparing moest worden gemaakt voor de koppeling.
De 50cc-klasse, hoewel nog steeds niet populair in enkele landen, was waarschijnlijk de spannendste van het hele seizoen 1965. Hier waren de Honda RC 115 en de Suzuki RK 65 tegen elkaar opgewassen en na zeven van de acht wedstrijden was het kampioenschap nog onbeslist. Uiteindelijk trok Ralph Bryans (Honda) aan het langste eind en in de laatste race verloor Hugh Anderson (Suzuki) zijn tweede plaats zelfs nog aan Luigi Taveri (Honda).
Honda reisde net als in 1964 niet af naar de GP van de Verenigde Staten. De 50cc-race in Daytona werd daardoor met gemak gewonnen door Suzuki: Ernst Degner won, Hugh Anderson werd tweede en Michio Ichino werd derde.
In Duitsland kwam Honda wel aan de start. Opmerkelijk was dat zowel Suzuki als Kreidler niet echt partij konden geven, maar een jonge Spaanse coureur met een Derbi wel: Ángel Nieto verdrong, nadat zijn teamgenoot Busquets was uitgevallen, Ralph Bryans zelfs even van de koppositie. Uiteindelijk werd hij vijfde, nog vóór Hans Georg Anscheidt met zijn Kreidler. Bryans en Taveri werden met hun Honda's eerste en tweede en pas daarna kwamen de Suzuki's van Hugh Anderson en Mitsuo Itō.
In Spanje deed José Maria Busquets het opnieuw goed met de Derbi: hij werd derde, maar Hugh Anderson won met zijn Suzuki en Ralph Bryans werd met de Honda tweede.
In Frankrijk waren de Honda's niet te kloppen. Bryans won met 12½ seconde voorsprong op Taveri en daarna kwam Degner als derde binnen. Anderson finishte wel, maar werd slechts zesde.
Op het eiland Man verloor het publiek steeds meer interesse voor de 50cc-klasse en dat was goed te merken. Taveri reed zijn Honda op een nat circuit naar de overwinning vóór Anderson en Degner.
Ook in Assen was de overwinning voor Honda, maar dit keer weer voor Bryans. Anderson werd met de Suzuki tweede en Taveri met de Honda derde.
In Spa-Francorchamps was het guur, koud en soms nat. Onder die omstandigheden lag het veld in de 50cc-klasse vrij dicht bij elkaar. Degner leidde met de Suzuki van start tot finish, maar werd eerst bedreigd door Bryans met de Honda en later door Taveri (Honda) en door zijn teamgenoot Anderson. Uiteindelijk werd Anderson tweede en Taveri derde. Op dat moment was het wereldkampioenschap nog steeds spannend, want Anderson en Bryans hadden beiden 32 punten met nog slechts één wedstrijd te gaan. Taveri volgde met 24 punten.
Het wereldkampioenschap was dus nog volledig open. Anderson miste in Japan de steun van Ernst Degner, die in Monza een been gebroken had, maar Suzuki trok in diens plaats voor de gelegenheid Hans Georg Anscheidt aan. Bovendien kwamen Michio Ichino en Mitsuo Itō voor Suzuki aan de start. Bryans werd ondersteund door Luigi Taveri. Anderson ging snel van start en leidde de race, maar de andere Suzuki-rijders hadden niets in te brengen tegen de Honda's van Taveri en Bryans. Toch zag het er slecht uit voor Bryans, tot Anderson in de laatste ronde te veel risico nam, onderuit ging en zijn wereldtitel verspeelde. Bryans had ineens aan de tweede plaats voldoende en Taveri won met 0,1 seconde voorsprong. Taveri eindigde daardoor zelfs als tweede in het kampioenschap, een laat en onverwacht succes voor Honda, maar Suzuki bezette slechts de plaatsen 3 t/m 6.

## 1966: Suzuki RK 66 en RP 66
De RK 66 was technisch vrijwel identiek aan zijn voorganger, maar leverde 16,5 pk bij liefst 17.000 tpm en had twaalf versnellingen. Kreidler, dat al in 1965 geen rol van betekenis had gespeeld, trok zich terug uit het wereldkampioenschap en daardoor ging het alleen nog tussen Honda en Suzuki. Hans Georg Anscheidt was nu de eerste rijder, maar hij had een zware kluif aan Luigi Taveri en Ralph Bryans met hun Honda RC 116.
Voor Hans Georg Anscheidt was 1965 eigenlijk een verloren jaar geweest, omdat zijn 50 cc Kreidler niet opgewassen was tegen de snelle Honda's en Suzuki's. In 1966 was hij in dienst van Suzuki en in de openingsrace in Spanje had hij een slechte start. Hij begon aan een geweldige inhaalrace en moest met de RK 66 alleen het hoofd buigen voor Luigi Taveri (Honda RC 116). De Honda bleek ook erg snel: Taveri reed gemiddeld 7,2 km/h sneller dan Hugh Anderson in 1965 had gedaan en zelfs slechts 1,4 km/h langzamer dan Bill Ivy in de 125cc-klasse. In de 50cc-race werd Ralph Bryans (Honda) derde.
In Duitsland won Anscheidt de 50cc-race, de enige soloklasse die niet door een Honda gewonnen werd. Ralph Bryans werd tweede en Hugh Anderson werd derde. Taveri, de winnaar van de Spaanse Grand Prix, moest zich tevreden stellen met een vierde plaats.
Tijdens de TT van Assen leek het wel herfst: voor het eerst sinds 1939 regende het en bovendien stond er een sterke wind. Anderson startte als snelste, terwijl Martin Mijwaart grote problemen had om zijn zelfbouw Jamathi aan de praat te krijgen. Na de eerste ronde leidde Anderson, gevolgd door Ralph Bryans, Luigi Taveri en Suzuki-rijder Yoshimi Katayama. Uiteindelijk won Taveri, werd Bryans tweede en Anderson derde.
De belangstelling voor de 50cc-klasse was op Man nog steeds tanende en er gingen zelfs stemmen op om ze te laten vervallen (bij minder dan 25 deelnemers was dat toegestaan). Uiteindelijk verschenen er 29 starters, maar die moesten het wel doen met een - voor de Isle of Man TT ongebruikelijke - massastart. De 50 cc TT werd eigenlijk een saaie race. De top vier eindigde een flink eind uit elkaar. Ralph Bryans en Luigi Taveri waren met hun Honda tweecilinders het snelst, maar tussen hen beiden zaten op het einde toch nog 51 seconden. Hugh Anderson eindigde met zijn Suzuki bijna 2½ minuut achter de winnaar maar 1 minuut en 10 seconden voor zijn teamgenoot Ernst Degner.
Na Monza was de 50cc-klasse de enige die nog niet beslist was. Deze race werd gewonnen door Hans Georg Anscheidt (Suzuki) vóór Ralph Bryans en Luigi Taveri. Die laatsten hadden nu allebei 26 punten en Anscheidt had er 25. Daardoor moest de titel in Japan beslist worden. Honda was het niet eens met de keuze voor de Fuji Speedway en verscheen uit principiële overwegingen niet bij haar eigen thuis-Grand Prix. Dat betekende bijna automatisch dat men de 50 cc wereldtitel opgaf, want Anscheidt had nu aan een tweede plaats genoeg om wereldkampioen te worden. Vreemd genoeg werd hem die tweede plaats bijna door een teamgenoot onthouden. De race werd namelijk gewonnen door Katayama. Anscheidt werd weliswaar tweede, maar het verschil met Hugh Anderson bedroeg slechts 0,1 seconde. Als Anderson iets sneller was geweest, was de wereldtitel alsnog naar Ralph Bryans gegaan.
In 1966 begon ook de ontwikkeling van een 50 cc driecilinder, de RP 66. Dit was een watergekoelde V3 met twee liggende en een staande cilinder. Dit prototype, dat nooit in races werd ingezet, had twaalf versnellingen en door de V-opbouw konden ook roterende inlaten worden toegepast.

## 1967: RK 67, TR 50 en RP 68

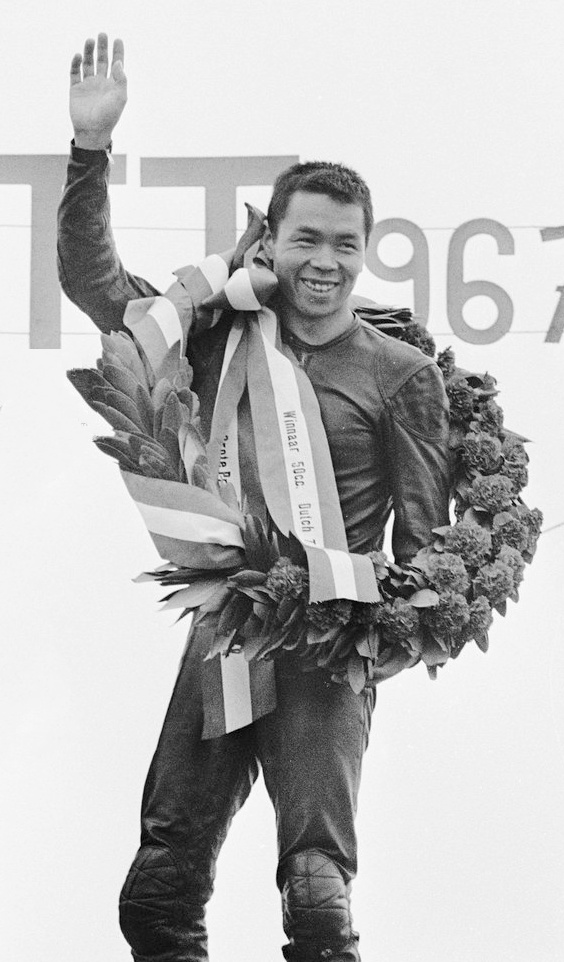
Yoshimi Katayama na zijn overwinning in Assen in 1967

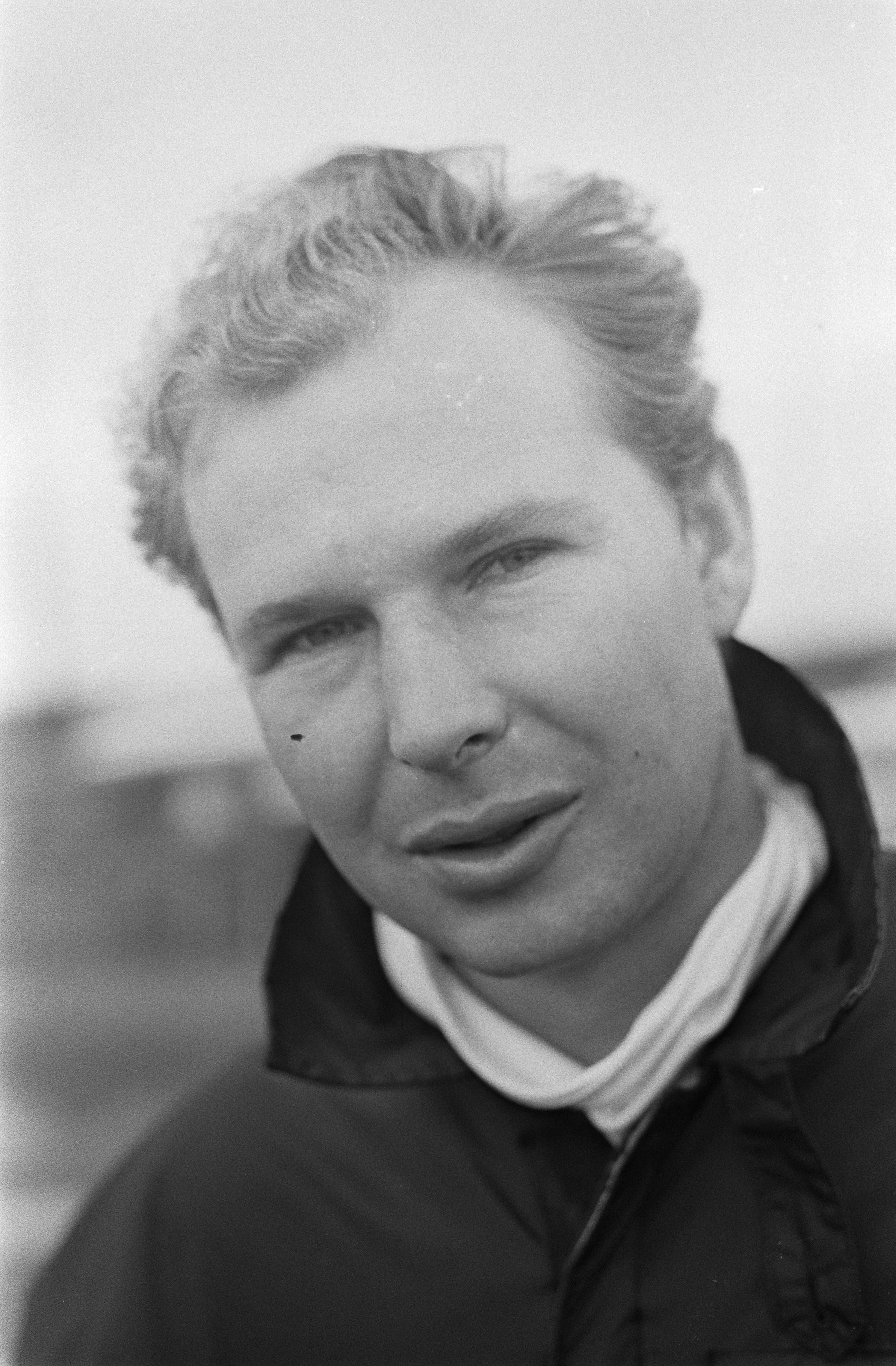
Hans Georg Anscheidt werd drie keer 50 cc wereldkampioen met Suzuki.

De RK 67 was ten opzichte van de RK 66 op een aantal punten gewijzigd. Men monteerde een waterpomp om de koeling te verbeteren. Die werd net als al eerder gebeurde met de oliepomp via de versnellingsbak aangedreven. De aerodynamica werd verbeterd door het motorblok 7,5 cm hoger in het frame te hangen, waardoor het frontaal oppervlak van de stroomlijnkuip veel kleiner werd. De carburateurs waren 2 mm groter. De RK 67 leverde nu 17,5 pk, maar de topsnelheid was ongeveer 10 km/h hoger (175 km/h). Er waren nu zelfs veertien versnellingen aan boord.
Stuart Graham, zoon van de eerste 500 cc-kampioen Les Graham, werd door Honda teleurgesteld toen dat merk haar team beperkte tot drie fabrieksrijders, waardoor hij zijn contract misliep. Hij werd geholpen door Hugh Anderson, die zijn carrière wilde beëindigen maar zelf een vervanger zocht.
Uiteindelijk trok Honda zich in 1967 terug uit de 50cc-klasse en toen werd eigenlijk duidelijk dat de WK-status deze klasse helemaal geen goed had gedaan. De Europese merken, die aan de wieg van deze klasse hadden gestaan, speelden geen enkele rol meer nadat de Japanse merken met hun dure tweecilinders alle titels binnenhaalden. Kreidler had het in 1964 al opgegeven en alleen het kleine Spaanse merk Derbi speelde in het achterveld nog een kleine rol. Bovendien was het intussen heel moeilijk geworden een redelijk gevuld startveld te krijgen. Suzuki was met de RK 67 dus oppermachtig: geen enkel ander merk wist een 50 cc Grand Prix te winnen.

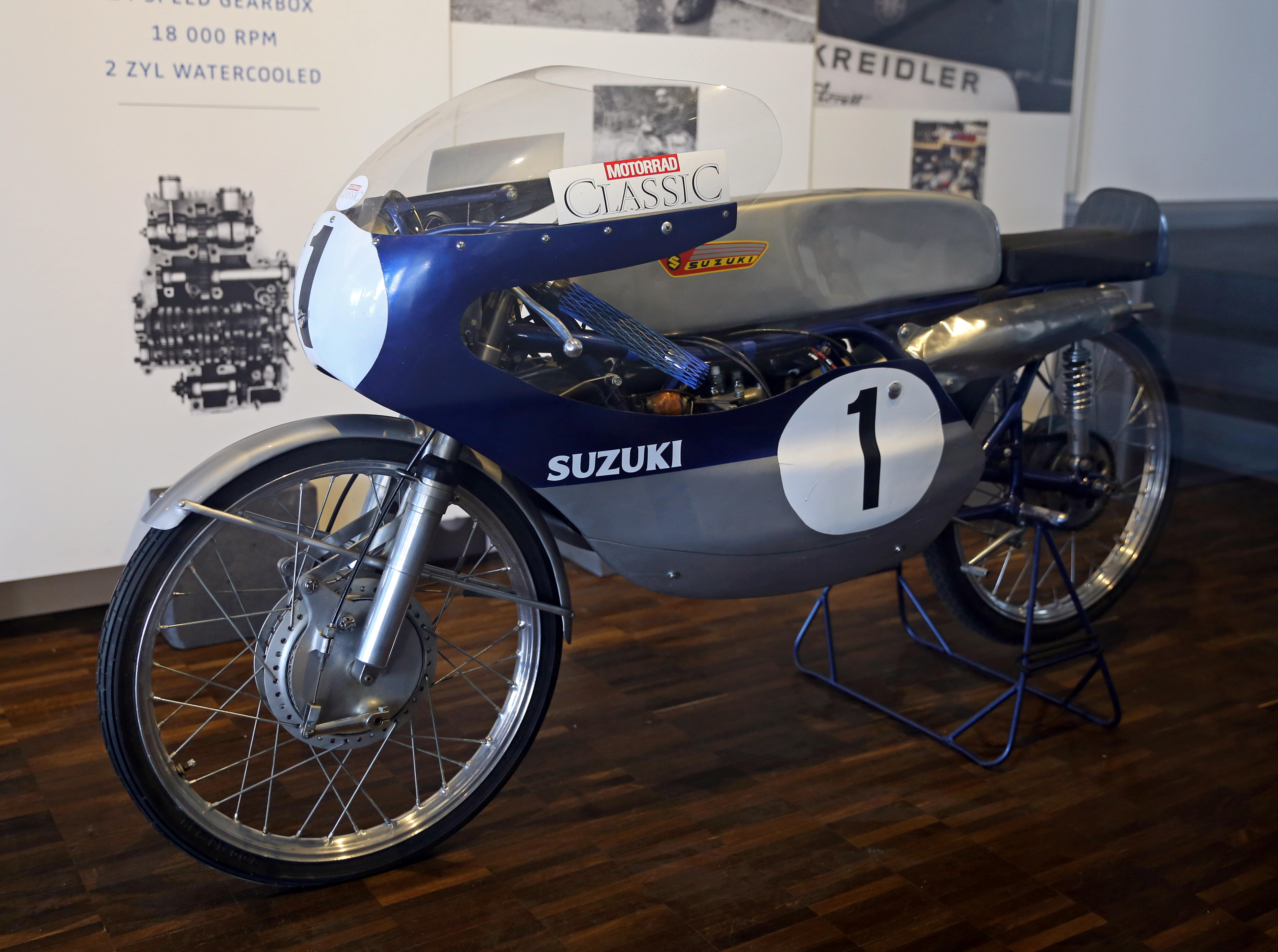
Suzuki RK 67

De eerste, in Spanje, werd gewonnen door Hans Georg Anscheidt, vóór zijn teamgenoot Yoshimi Katayama. Beiden zetten de rest van het veld op minstens één ronde. Benjamín Grau werd derde met een Derbi.
Ook in Duitsland won een Suzuki, maar Katayama viel al in de eerste ronde met motorpech stil. Stuart Graham en Hans Georg Anscheidt liepen snel weg van de rest van het veld en in de vijfde ronde passeerde Graham Anscheidt, om vervolgens ook stil te vallen. Anscheidt won de race, maar de tweede plaats was (met een ronde achterstand) voor Rudolf Schmälze met een Kreidler en de derde voor José Maria Busquets met een Derbi. Deze 50cc-race, toch populair in Duitsland, trok slechts 17 starters aan.
In Frankrijk kwamen slechts vijf 50cc-coureurs aan de finish. Katayama won vóór zijn teamgenoten Anscheidt en Graham. Vierde werd Barry Smith met een Derbi en vijfde werd Ángel Nieto, ook met een Derbi. Nieto had in de eerste ronde de leiding gehad, maar de Suzuki's waren simpelweg te snel voor de Derbi. Graham had een slecht sluitende tankdop en verloor tijd doordat hij elke keer dat hij remde een scheut mengsmering in zijn gezicht kreeg. Na deze race ging het gerucht dat Suzuki graag een eerste Japanse wereldkampioen wilde: Yoshimi Katayama.
Opnieuw kwamen er slechts weinig rijders aan de start van de 50 cc TT: 24. Bovendien stond van tevoren vast dat de race een onderonsje voor de Suzuki-fabrieksrijders zou worden. Suzuki had ter versterking zelfs nog een vierde man gestuurd: Mitsuo Itō, die in de training echter een enkel brak en niet kon starten. In de derde ronde viel Katayama er bij Bungalow af waardoor er nog slechts twee Suzuki's in de strijd waren. Stuart Graham en Hans Georg Anscheidt leverden een flink gevecht, dat in de laatste ronde in het voordeel van Graham werd beslist. Tommy Robb werd met een privé-Suzuki TR 50 derde. Het was voor Stuart Graham zijn enige overwinning op het eiland Man. Zijn vader, Les, had veertien jaar eerder zijn enige TT gewonnen.
In Assen had het al flink geregend in de nacht vóór de wedstrijd, maar tijdens de 50cc-race bleef het ook regenen. Daardoor werd het toch nog een enigszins verrassende race, want dat een Suzuki zou winnen stond van tevoren wel vast. De ontsteking en carburatie van veel van de lichte machientjes was nog niet waterbestendig en daardoor moest Stuart Graham al na de eerste ronde de pit opzoeken. Katayama bleef Anscheidt op de hielen zitten, maar na de vierde ronde reed ook Anscheidt de pit in en Katayama leidde met twintig seconden voorsprong op Ángel Nieto (Derbi). Na het uitvallen van zijn teamgenoten en het opdrogen van de baan kon Katayama vrij rustig naar de overwinning rijden, maar hij bouwde zijn voorsprong op Nieto toch nog uit tot meer dan 1½ minuut. Barry Smith, eveneens op Derbi, had zich vanaf de vijfde ronde naar voren gevochten en finishte als derde. Anscheidt had zijn race hervat en werd toch nog vierde.
In Spa-Francorchamps vertrok Katayama zeer snel en hij reed in de eerste ronde meteen een ronderecord. Hans Georg Anscheidt reed op de tweede plaats en Stuart Graham op de derde. Graham viel echter terug door een overslaande motor, maar Anscheidt wist in de slipstream van Katayama te komen en hem te passeren. Daardoor pakte Anscheidt de punten die hij nodig had om zijn wereldtitel veilig te stellen. Katayama werd tweede en Graham derde.
Hans Georg Anscheidt viel tijdens de 50cc-race in Japan en blesseerde daarbij zijn been. Hij verbeet de pijn en finishte toch nog als vierde. Mitsuo Itō won de race vóór Stuart Graham en Hiroyuki Kawasaki (Suzuki). Bij deze wedstrijd verscheen de nieuwe watergekoelde 50 cc Suzuki RP 68 driecilinder, maar Suzuki besloot de machine niet in te zetten en dat zou ook nooit meer gebeuren.
De TR 50 productieracer die de inmiddels verouderde MR 41 verving was nog steeds een eenvoudige luchtgekoelde eencilinder. De boring/slagverhouding was gelijk aan die van de MR 41, maar heel opvallend was dat dit de enige 50 cc Suzuki was met een meervoudige natte-platenkoppeling. Hij had ook nog geen roterende inlaten en leverde van fabriekswege slechts 8,5 pk, minder dan de helft van een fabrieks-RK 67. Ook het "oude" dubbele wiegframe was behouden. De derde plaats van Tommy Robb in de 50 cc TT op Man was dan ook een absolute topprestatie, hoewel Robb in 2012 zelf verklaarde dat zijn grote circuitkennis hier debet aan was.
De RP 68 was al in 1967 klaar en bedoeld voor het seizoen 1968. Het was een doorontwikkeling van de RP 66. Hij verscheen in 1967 ook bij de Japanse Grand Prix op de Fuji Speedway, maar toen had Suzuki al besloten dat het zinloos zou zijn de machine aan de start te brengen. De RP 68 leverde 19 pk bij 20.000 tpm, maar had geen concurrentie nu Honda en Yamaha als tegenkandidaten waren weggevallen. De RP 68 had weer een dubbel wiegframe en zestien versnellingen.

## 1968: Suzuki RK 67
Begin maart 1968 maakte ook Suzuki bekend te stoppen met races. Zowel Hans Georg Anscheidt als Stuart Graham mochten de 50 cc Suzuki RK 67 tweecilinders echter - zonder fabriekssteun - blijven gebruiken, ook in het WK. Dat waren machines die ook in 1968 nog als onverslaanbaar te boek stonden. Stuart Graham vond dit een goed moment om zijn carrière af te sluiten. Anscheidt kon gewoon deelnemen aan het 50 cc kampioenschap en het 125 cc kampioenschap.
Voor pers en publiek was al ver vóór het begin van het WK-seizoen 1968 duidelijk dat het een saai racejaar zou worden. De winnende merken stonden nu immers al vast: Suzuki in de 50cc-klasse, Yamaha in de 125- en 250cc-klassen, MV Agusta in de 350- en 500cc-klassen en BMW in de zijspanklasse. Toch viel dat mee; de 50 cc Suzuki was zonder fabrieksteun niet zo sterk als gedacht.
In de 50 cc openings-Grand Prix van 1968 had Hans Georg Anscheidt in de trainingen hard moeten werken om zijn Suzuki tweecilinder aan het lopen te krijgen, maar tijdens de race liep de machine prima. Martin Mijwaart leidde de wedstrijd tot honderd meter na de start, maar zijn Jamathi kwam niet snel genoeg op toeren waardoor hij door een aantal coureurs gepasseerd werd. Toch wist hij weer op te klimmen naar de tweede plaats door Rudolf Kunz (Kreidler) te passeren. Hij viel in de achtste ronde uit met ontstekingsproblemen. Anscheidt won soeverein, Kunz werd tweede en Rudolf Schmälze (Kreidler) werd derde.
De tweede 50cc-race was de Grand Prix van Spanje, thuiswedstrijd voor Ángel Nieto en voor Derbi. Nieto startte slecht, maar wist zich door het hele veld naar voren te werken om 0,4 seconden achter Anscheidt te finishen. Nieto had zelfs enkele ronden de koppositie gehad. Barry Smith, eveneens op een Derbi, werd derde nadat hij vijf ronden lang aan de leiding gelegen had.
In de 50 cc TT startte Anscheidt niet, omdat hij het startgeld te laag vond, niet eens genoeg om de overtocht en het verblijf op Man te betalen. Hij was geen fabrieksrijder meer en moest zelf zijn kosten dekken. Dat gold overigens voor alle (honderden) deelnemers van de Isle of Man TT. Er gingen op het eiland al langere tijd stemmen op om de 50 cc TT te schrappen. De klasse was er niet populair en bovendien reed ze slechts drie ronden. Ze werd dan ook aangekondigd als "de meest vervelende race van de week". Het ontbreken van de Suzuki-fabrieksracers was ook een tegenvaller en de snelle Ángel Nieto viel al in de eerste ronde, waarbij hij een been brak. Uiteindelijk kwamen van de 33 starters er slechts 12 aan de finish. Barry Smith (Derbi) werd eerste, Chris Walpole (Honda) tweede en Leslie Griffiths (Honda) derde.
In Assen reed Paul Lodewijkx (Jamathi) de snelste trainingstijd, maar in de race kon hij aanvankelijk niet meer doen dan de Suzuki van Hans Georg Anscheidt volgen. Tegen het einde liep Anscheidt van hem weg en in de voorlaatste ronde was zijn voorsprong ongeveer 60 meter. Lodewijkx zette echter alles op alles en kwam met meer snelheid dan Anscheidt uit de laatste bocht vóór de finish. Hij kon zelfs misschien nog iets profiteren van de slipstream van een achterblijver. In elk geval finishte hij als eerste, vlak vóór Anscheidt. Tussen Lodewijkx en Anscheidt zat slechts 0,1 seconde, maar Aalt Toersen (Kreidler) werd op een halve minuut derde.
Anscheidt besliste het kampioenschap pas in de vijfde en laatste Grand Prix in België. Lodewijkx had met de Jamathi drie seconden langzamer dan Anscheidt getraind maar stond toch nog tweede, vóór de Derbi's van Ángel Nieto en Barry Smith. Men ging er op dat moment nog van uit dat de tweede plaats nog open was, omdat de Grand Prix van Japan nog op de kalender stond. Die Grand Prix ging echter niet door en daardoor stond alles na België vast. Anscheidt was de enige coureur die met een Suzuki punten scoorde. Hij beëindigde na dit seizoen zijn carrière.

## Technische gegevens
| Suzuki                 | RM 62                                                             | RM 63                             | MR 41                             | RM 64                             | RK 65                             | RK 66                             | RP 66                             | RK 67                             | TR 50                             | RP 68                             |
| ---------------------- | ----------------------------------------------------------------- | --------------------------------- | --------------------------------- | --------------------------------- | --------------------------------- | --------------------------------- | --------------------------------- | --------------------------------- | --------------------------------- | --------------------------------- |
| Periode                | 1962                                                              | 1963                              | 1963-1966                         | 1964                              | 1965                              | 1966                              | 1966                              | 1967                              | 1967                              | 1967                              |
| Categorie              | fabrieksracer                                                     | fabrieksracer                     | productieracer                    | fabrieksracer                     | fabrieksracer                     | fabrieksracer                     | prototype                         | fabrieksracer                     | productieracer                    | prototype                         |
| Motortype              | tweetakt                                                          | tweetakt                          | tweetakt                          | tweetakt                          | tweetakt                          | tweetakt                          | tweetakt                          | tweetakt                          | tweetakt                          | tweetakt                          |
| Bouwwijze              | eencilinder                                                       | eencilinder                       | eencilinder                       | eencilinder                       | tweecilinder                      | tweecilinder                      | V3                                | tweecilinder                      | eencilinder                       | V3                                |
| Koeling                | lucht                                                             | lucht                             | lucht                             | lucht                             | water                             | water                             | water                             | water                             | lucht                             | water                             |
| Boring                 | 39,5 mm                                                           | 39,5 mm                           | 41 mm                             | 41,5 mm                           | 32,5 mm                           | 32,5 mm                           | 28 mm                             | 32,5 mm                           | 41 mm                             | 28 mm                             |
| Slag                   | 40 mm                                                             | 40 mm                             | 37,5 mm                           | 36,8 mm                           | 30 mm                             | 30 mm                             | 26,5 mm                           | 30 mm                             | 37,5 mm                           | 26,5 mm                           |
| Cilinderinhoud         | 49,6 cc                                                           | 49,6 cc                           | 49,5 cc                           | 49,6 cc                           | 49,8 cc                           | 49,8 cc                           | 49,0 cc                           | 49,8 cc                           | 49,5 cc                           | 49,0 cc                           |
| Compressieverhouding   | 9:1                                                               | 8,8:1                             | 9:1                               | 8,8:1                             | 8,6:1                             | 8,6:1                             | onbekend                          | 8,8:1                             | 8,8:1                             | onbekend                          |
| Brandstoftoevoer       | roterende inlaat                                                  | roterende inlaat                  | zuigergestuurde inlaat            | roterende inlaat                  | roterende inlaten                 | roterende inlaten                 | roterende inlaten                 | roterende inlaten                 | zuigergestuurde inlaat            | roterende inlaten                 |
| Max. Vermogen          | 8 pk (5,9 kW) bij 10.500 tpm, later 10 pk (7,4 kW) bij 12.000 tpm | 11 pk (8,1 kW) bij 13.000 tpm,    | 8 pk (5,9 kW) bij 12.000 tpm,     | 12,5 pk (9,2 kW) bij 14.000 tpm,  | 14,5 pk (10,7 kW) bij 16.500 tpm, | 16,5 pk (12,1 kW) bij 17.000 tpm  | 18 pk (13,2 kW) bij 19.000 tpm    | 17,5 pk (12,9 kW) bij 17.250 tpm, | 8,5 pk (6,3 kW) bij 11.500 tpm,   | 19 pk (14,0 kW) bij 20.000 tpm,   |
| Primaire aandrijving   | tandwielen                                                        | tandwielen                        | tandwielen                        | tandwielen                        | tandwielen                        | tandwielen                        | tandwielen                        | tandwielen                        | tandwielen                        | tandwielen                        |
| Koppeling              | meervoudige droge platenkoppeling                                 | meervoudige droge platenkoppeling | meervoudige droge platenkoppeling | meervoudige droge platenkoppeling | meervoudige droge platenkoppeling | meervoudige droge platenkoppeling | meervoudige droge platenkoppeling | meervoudige droge platenkoppeling | meervoudige natte platenkoppeling | meervoudige droge platenkoppeling |
| Versnellingen          | 7                                                                 | 9                                 | 8                                 | 9                                 | 10                                | 12                                | 12                                | 14                                | 6                                 | 16                                |
| Secundaire aandrijving | ketting                                                           | ketting                           | ketting                           | ketting                           | ketting                           | ketting                           | ketting                           | ketting                           | ketting                           | ketting                           |
| Rijwielgedeelte        | dubbel wiegframe                                                  | dubbel wiegframe                  | dubbel wiegframe                  | dubbel wiegframe                  | open brugframe                    | open brugframe                    | onbekend                          | open brugframe                    | dubbel wiegframe                  | dubbel wiegframe                  |
| Remmen                 | trommelremmen                                                     | trommelremmen                     | trommelremmen                     | trommelremmen                     | trommelremmen                     | trommelremmen                     | trommelremmen                     | trommelremmen                     | trommelremmen                     | trommelremmen                     |
| Droog gewicht in kg    | onbekend                                                          | onbekend                          | onbekend                          | 60                                | onbekend                          | onbekend                          | onbekend                          | 58                                | 65,9                              | onbekend                          |